# انتخابات الرئاسة الأمريكية 1984
الانتخابات الرئاسية الأمريكية 1984 هي الانتخابات الرئاسية الأمريكية التي جرت في 6 نوفمبر 1984، لانتخاب رئيس الولايات المتحدة، فاز بالانتخابات رونالد ريغان.